# Macris
|  | Per a altres significats, vegeu «Macris (nimfa)». |

Macris (en grec antic Μάκρις) fou una dona odrísia, probablement de la dinastia de prínceps dels odrisis, que es va casar amb Lisímac de Tràcia amb el que va ser la mare de Agàtocles de Tràcia i Alexandre de Tràcia. Sembla que no era considerada la seva dona legitima tot i que va donar a Lisímac dos fills que van ser prínceps.